# Uno Åhrén

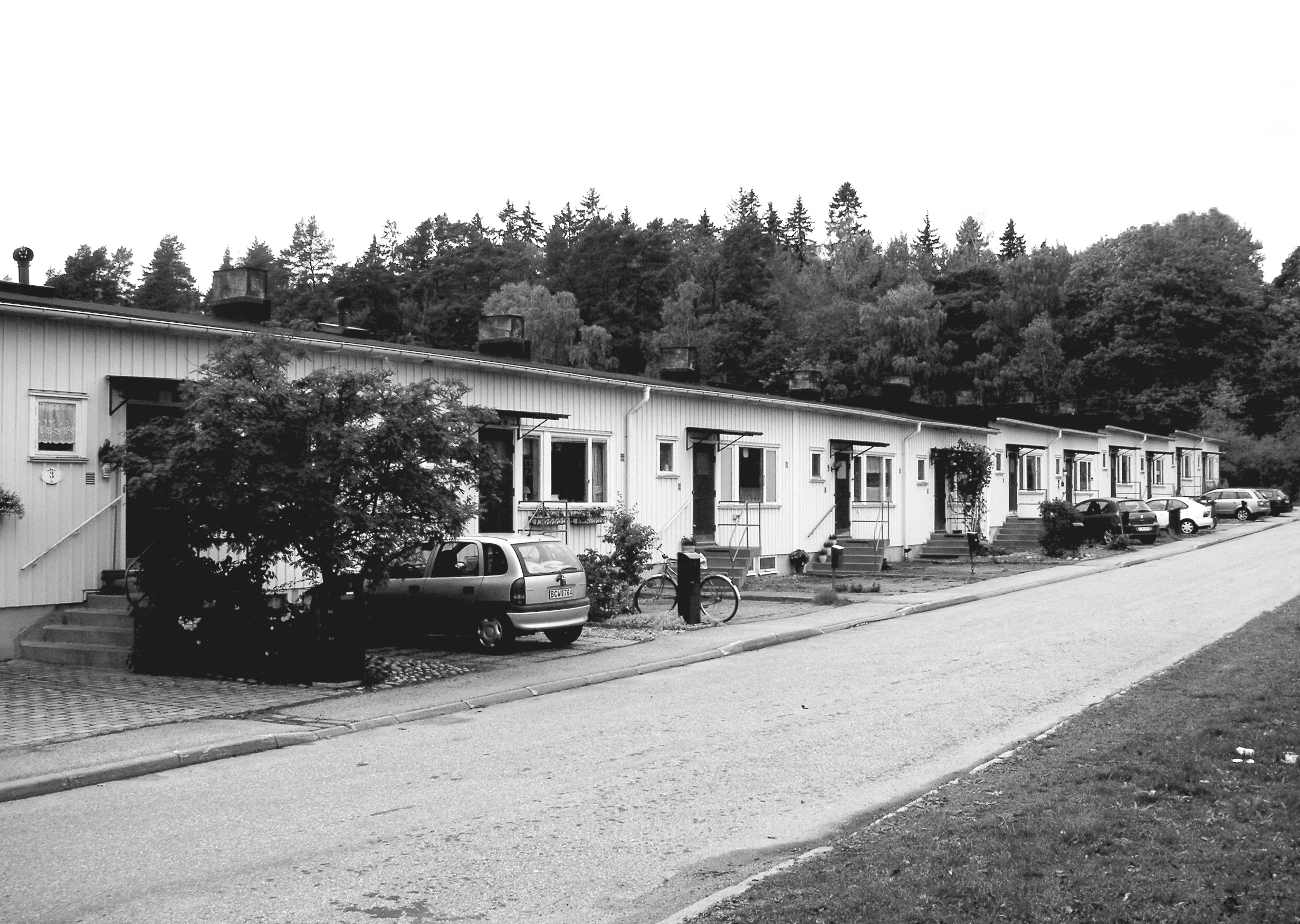
Reihenhaussiedlung Norra Ängby, Bromma

Uno Åhrén (* 6. August 1897 in Stockholm; † 8. Oktober 1977 in Arvika) war ein schwedischer Architekt und Stadtplaner und einer der wichtigsten Befürworter des Funktionalismus in Schweden.

## Leben und Werk
Uno Åhrén studierte an der Königlich Technischen Hochschule in Stockholm. Er ließ sich schon früh von der Architektur Le Corbusiers beeindrucken und vom sozialen Wohnungsbau Deutschlands während der 1920er Jahre mit Walter Gropius als Leitfigur. Sein radikales Engagement für wohnsoziale Fragen konnte Åhrén auf der Stockholmer Ausstellung 1930 demonstrieren.  Hier zeigte er, zusammen mit u. a.  Sven Markelius, Paul Hedqvist und Sigurd Lewerentz, Wohnungen und Inneneinrichtungen für Menschen mit begrenzten ökonomischen Möglichkeiten. Schon 1931 setzte er diese Ideen praktisch um, und so entstand die Reihenhaussiedlung in Norra Ängby im Stockholmer Stadtteil Bromma. Es waren vier einfache, aus Holz gebaute Häuserzeilen, bestehend aus zwei oder drei Zimmern mit Küche und Keller. Jedes Haus hatte aber auch einen Garten, der hauptsächlich zur eigenen Versorgung mit Obst und Gemüse gedacht war.
Uno Åhrén beschrieb die funktionalistischen Ideen als Kritik an überholter Tradition und Autorität, die einer vergangenen Gesellschaft angehörten. Jeder architektonische Stil sei der Ausdruck einer gewissen Gesellschaft und einer besonderen Kultur, meinte er. So nun schon die moderne Gesellschaft verwirklicht war, müsse man auch den Stil der Moderne akzeptieren.
Uno Åhrén engagierte sich stark in den theoretischen Fragen der Gesellschaftsplanung. Er schrieb fleißig Debattenartikel in der Fachpresse und publizierte Bücher. Er war Co-Autor des bedeutenden schwedischen Manifests für den Modernismus in der Architektur "Acceptera" (1931).
Zusammen mit Gunnar Myrdal veröffentlichte er 1933 beispielsweise das Werk Bostadsfrågan som socialt planläggningsproblem (Die Wohnungsfrage als soziales Planungsproblem). Praktisch konnte Åhrén seine Ideen als Stadtplaner in Göteborg (1932–43) verwirklichen und als Chef für die kommunale Wohnungsbaugesellschaft Riksbyggen (1943–45). Während dieser Zeit plante er auch Årsta centrum im Stockholmer Stadtteil Årsta, das erste Vorortzentrum Schwedens nach der Idee des community centre, in dem sich die Läden und Geschäfte den kulturellen Bauten wie Bibliothek, Theater und Bürgerhaus unterordneten.
1947 bekam er die erste Professur im Fach Städtebau an der Königlich Technischen Hochschule in Stockholm, diese  behielt er bis 1963. Åhrén war von ihrer Gründung an (1928) Mitglied des Congrès International d’Architecture Moderne.

## Arbeiten (Auswahl)
- Ford Motor Company AB, Stockholms Freihafen 1930–31
- Kino Flamman, Hornstull, Stockholm 1930
- Reihenhäuser in Norra Ängby, Bromma 1931–40
- Stadtplan für Johanneberg, Göteborg 1937
- Årsta centrum, Stockholm 1943–53

## Berufungen
- Göteborgs Stadtplanungschef 1932–1943
- Chef für Riksbyggen 1943–1945
- Professor in Städtebau an der Technischen Hochschule in Stockholm 1947–1963